# 船首像

オセアン（戦列艦エタ・ド・ブルゴーニュ）の船首像

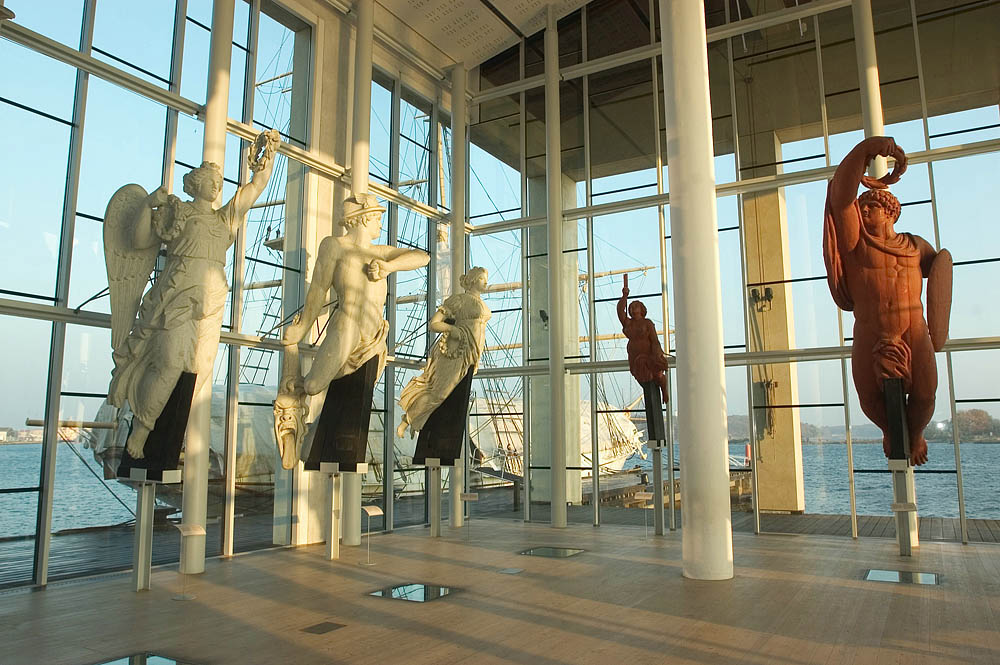
スウェーデンのカールスクルーナにある海事博物館（Marinmuseum）の船首像ホール

船首像（せんしゅぞう）またはフィギュアヘッド（英：figurehead）は、船首に取り付けられた木彫りの装飾品であり、一般に船の名前や役割に関連したデザインのもの。16世紀から20世紀にかけて主流であったが、古来より同様のオブジェクトは存在し、また現代においても船章（艦章、ships' badges）が同様の役割を果たしている。

## 歴史

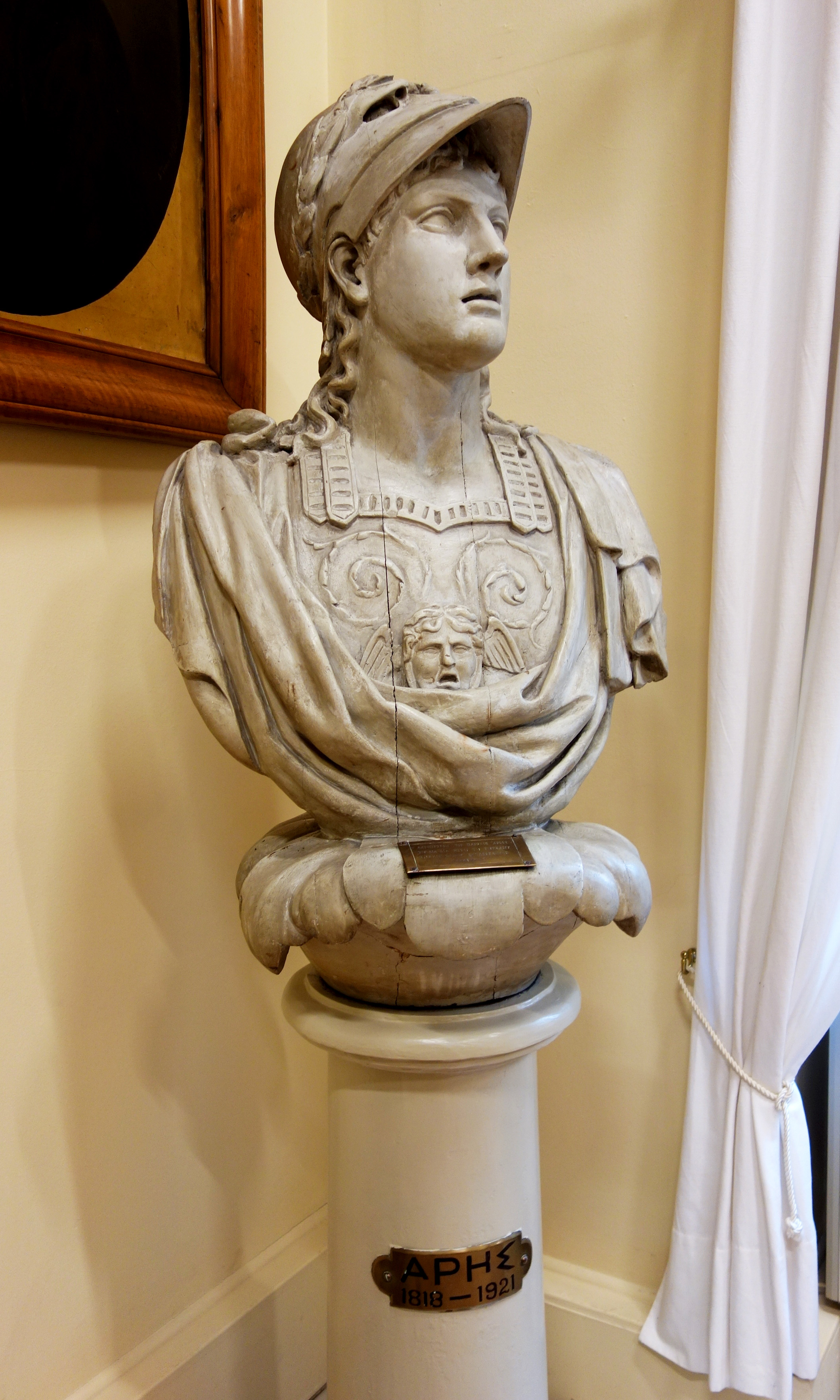
アテネ国立歴史博物館にあるギリシャのブリッグ・アレスの船首像

船首像が一般的になったのは16世紀にガレオン船に導入されてからであり、像を設置できる構造を持つことで始めて実現可能になったからであったが、例えば、古代ギリシアやフェニキアのガレー船の船首に描かれた目、古代ローマのガレー船の船首に神々の彫刻を付ける習慣、西暦800年から1100年頃のバイキング船などのように古来から船舶の船首には何らかの装飾がしばしば施されていた。エジプト人は船首にフェニックス（ベンヌ）の像を置き、フェニキア人はスピードを表す馬を用いた。古代ギリシャでは、鋭い洞察力と獰猛さを象徴する猪の頭が用いられ、ローマの船には戦いの勇猛さを表す百人隊長の彫刻がよく乗せられていた。北欧では、ヘビ、雄牛、イルカ、ドラゴンなどが用いられ、13世紀には優雅さと機動性を表す白鳥が用いられた。バイキング船では歯が目立つ口や虫の眼をした威嚇的な外観の船首像が用いられたが、これは悪霊を追い払うための厄祓いの一種と考えられている。

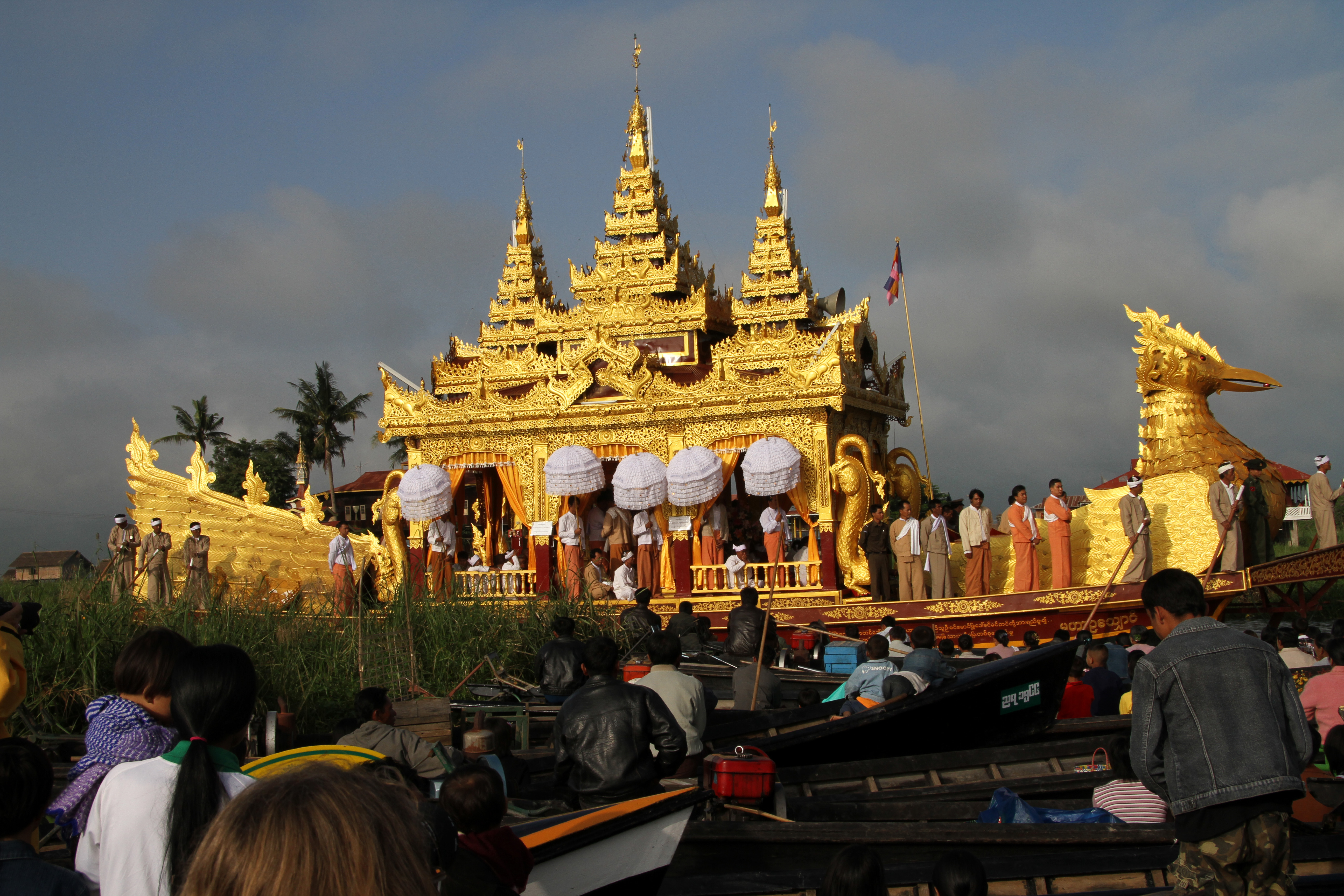
毎年恒例のファウンドーウーパゴダの祭事で用いられる仏像を載せた儀式船にはカラウェイの船首像が取り付けられている。

ドイツ、ベルギー、オランダでは、かつてクラバウターマンと呼ばれる精霊ないし妖精が船首像に宿っていると信じられていた。精霊は船を病気や暗礁、嵐、暴風などから守るとされ、船が沈没した場合には船員の魂を死者の国へと導くという。そのため、もし精霊がいなければ、船員の魂は永遠に海に囚われると、オランダの船員たちは信じていた。同様の信仰は初期のスカンジナビア半島のバイキングたちにもみられた。こういった像は船首ではなく船尾（hekbeeld）に設置されることもあった。
植民地時代以前のコンバウン朝ビルマでは、王室のメンバーごとに割り当てられた王室御座船を区別するために、それぞれの船の前部に特定の神話を示す船首像を取り付けていた。
17世紀から18世紀にかけて、船首像に用いられたモチーフは聖人を表現したものから、イギリスの船舶で人気のあったユニコーンやライオンといった愛国的なシンボルまで様々であった。王室や海軍の人物にちなんだ船名の場合には、その人物の頭像や胸像が用いられることもあった。
船尾の装飾と同様に船首像の目的には識字率が低い社会で船名を示すといったものが多く（時には非常に複雑な方法だが）、海軍の船の場合には常に船主の富と力を示すというものであった。バロック時代の最盛期には重さ数トンの巨大な船首像をバウスプリットの両側に取り付けた船舶もあった。
巨大な木から彫られ、船体の最前部に取り付けられた船首像は船の航行性に悪影響を及ぼすものであった。この問題とコストの側面から18世紀に入ると船首像は劇的に小型化され、1800年頃には完全に廃止されるケースも出てきた。ナポレオン戦争後に復活したが、それまでの大型の全身像ではなく、腰より上の胸像である場合が多かった。1850年代から1860年代のクリッパー船では通常、完全な船首像を持っていたが、これらは比較的小型で軽量なものであった。船首像が一般に用いられていた末期のものは、高さは約18インチ (46 cm)から9フィート (2.7 m)程度であった。

## 衰退

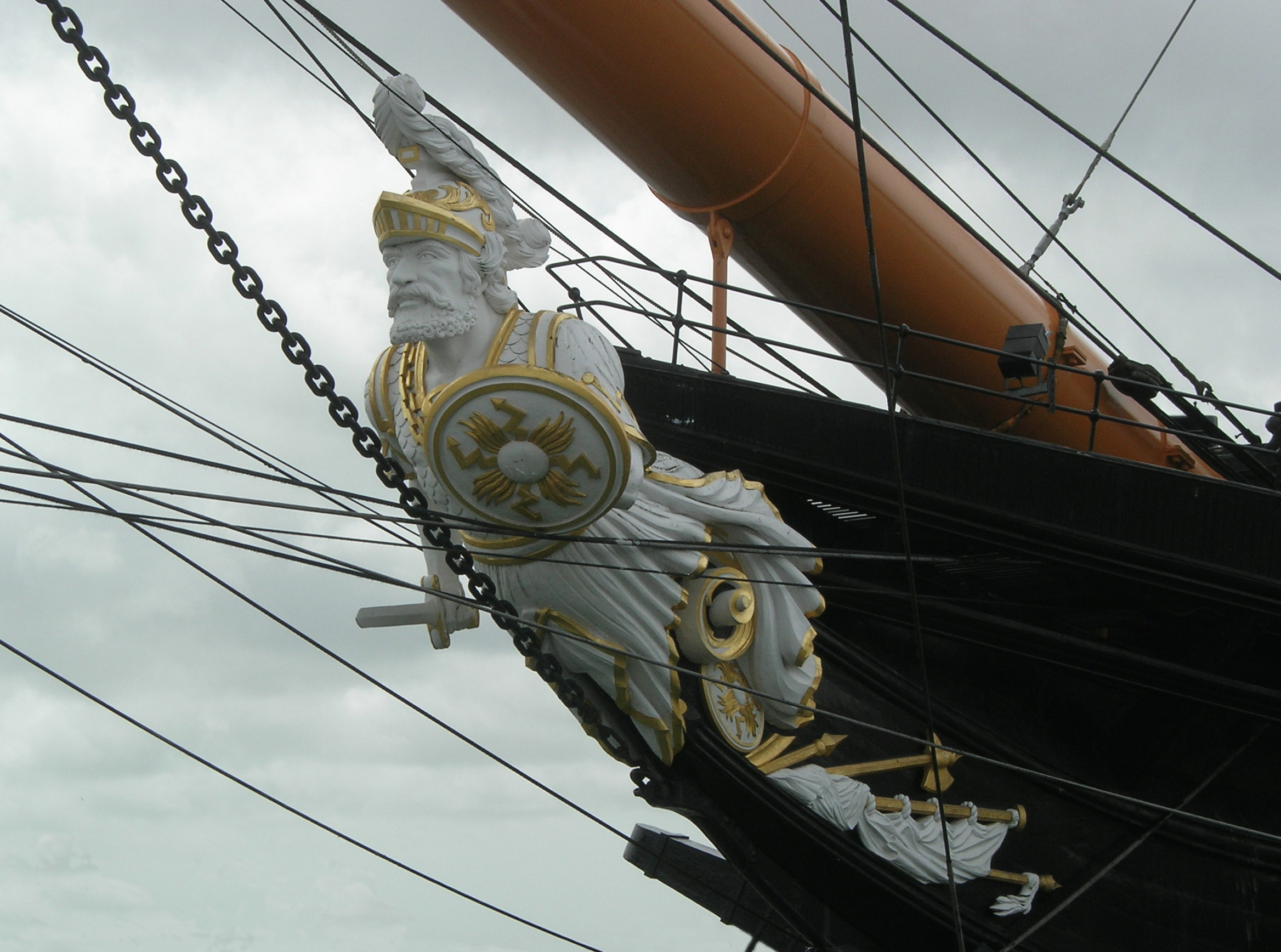
HMSウォーリアの船首像。HMSロドニーを除いて、HMSウォーリアと姉妹船HMSブラック・プリンスは船首像を持った最後のイギリス戦艦だった。

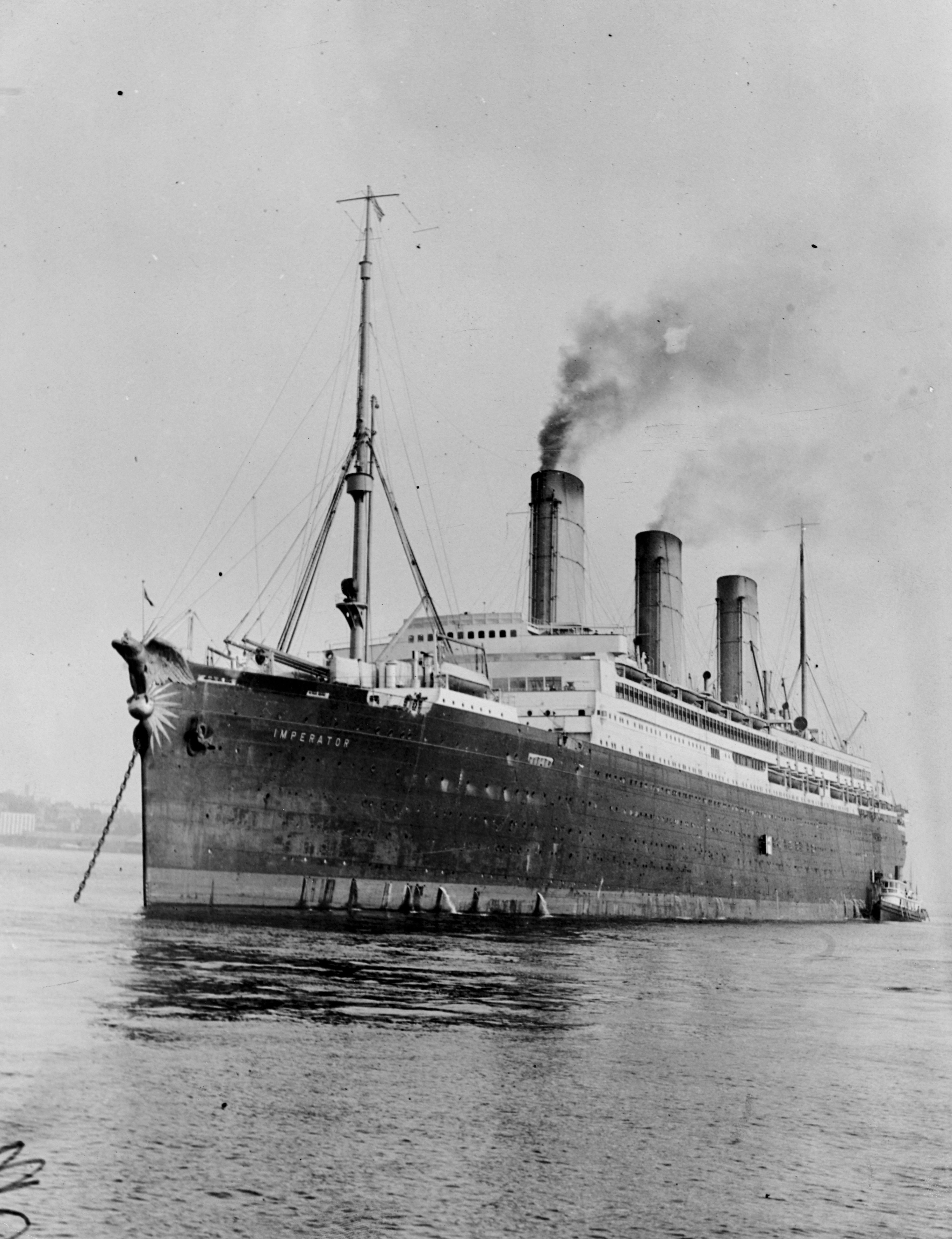
インペラトール号の地球儀に乗った鷲の船首像

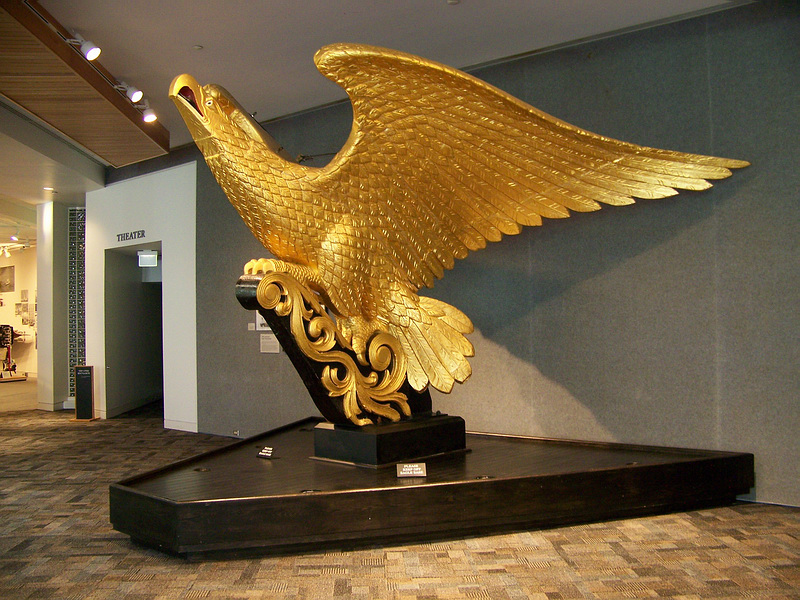
USSランカスターの鷲の船首像（バージニア州マリナーズ・ミュージアム所蔵）

船首像は軍用帆船とともに消滅した。加えて衝角の流行により、戦艦には船首像を取り付けるような場所がなかった。この例外はHMSロドニーでイギリスの戦艦で最後に船首像を持つものになった。イギリス海軍の小型船は引き続き船首像を持っていた。最後の例は、1903年に進水したスループ船HMSカドマスの可能性がある。初期の蒸気船では、船首に金色のスクロールワークや紋章を付けることがあった。この習慣は第一次世界大戦頃まで続いた。1910年に就航したドイツの定期船インペラトール号には、地球儀の上に立つ鷲（ドイツ帝国のシンボル）の大きなブロンズ製の船首像が取り付けられていた。この船首像によって数フィートの長さが加わり、インペラトール号は進水当時に最長の船舶であった。
現在でも軍艦においては、艦名や役割に関連したユニークなデザインの大きなプレート（艦章、ships' badges）を艦体上部に取り付けることが一般的な慣習となっている。例えばイギリス海軍の42型駆逐艦は、イギリスの各都市の名を冠しているが、それぞれの艦にはその都市の紋章を描いた艦章が取り付けられている。
小型船ではビレットヘッド（billethead）で代用される場合がある。これはより小さく、形を問わない彫刻で、多くの場合、螺旋状の葉飾りをあしらっていた。

## 画像

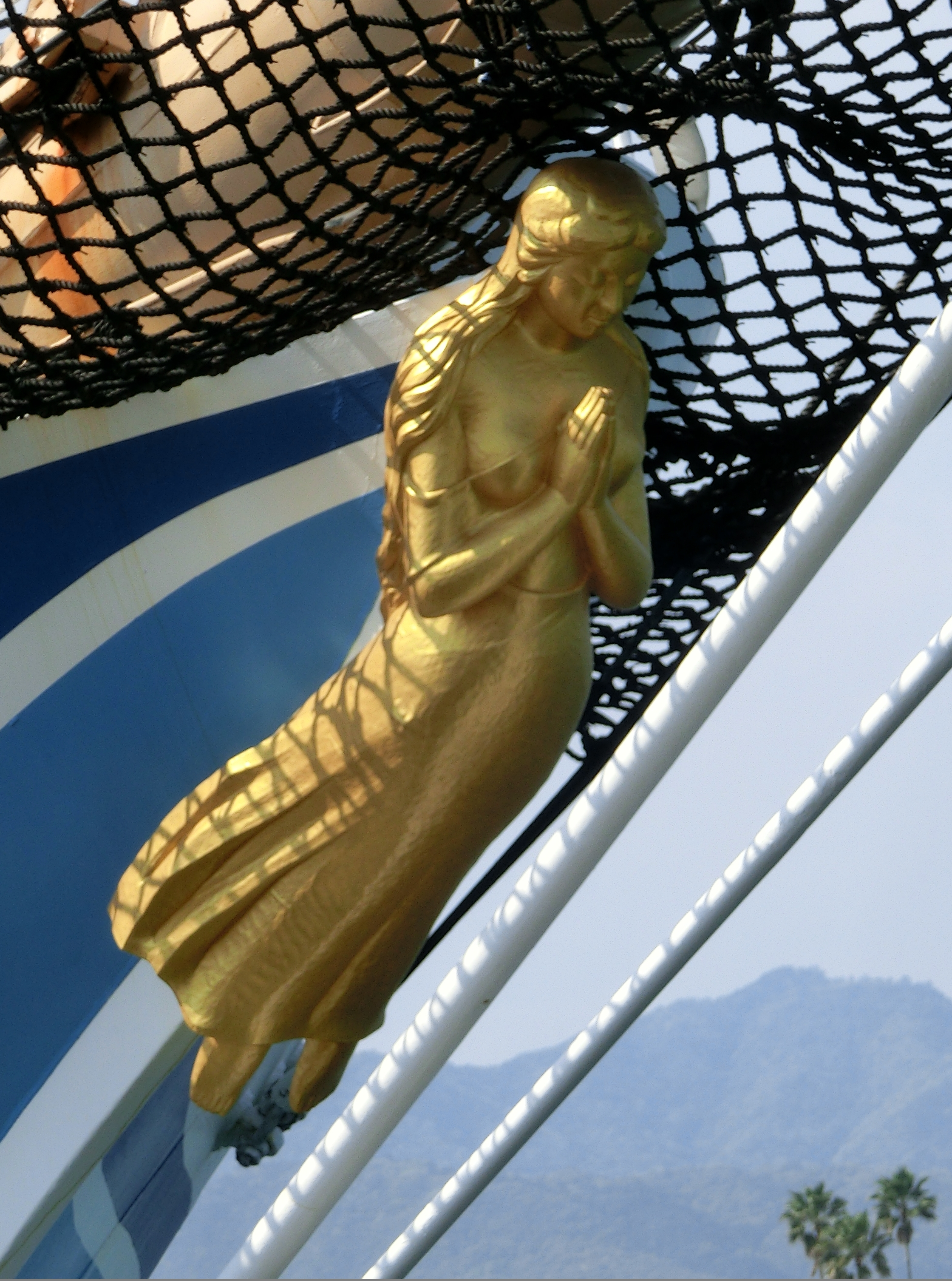
日本丸に取り付けられた女神「藍青（らんじょう）」の船首像
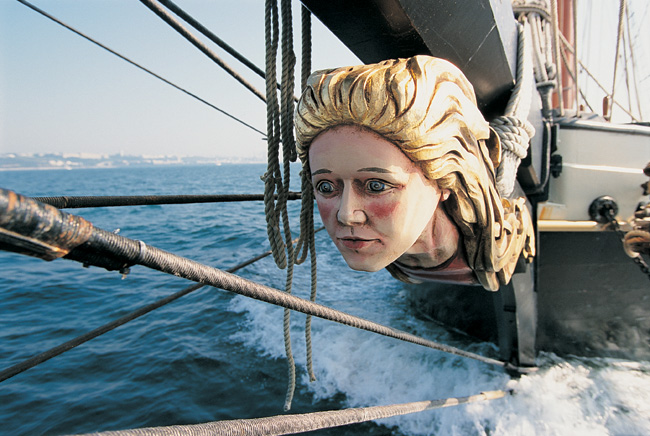
ブレスト港のラ・ルクヴランス号（英語版）の船首像
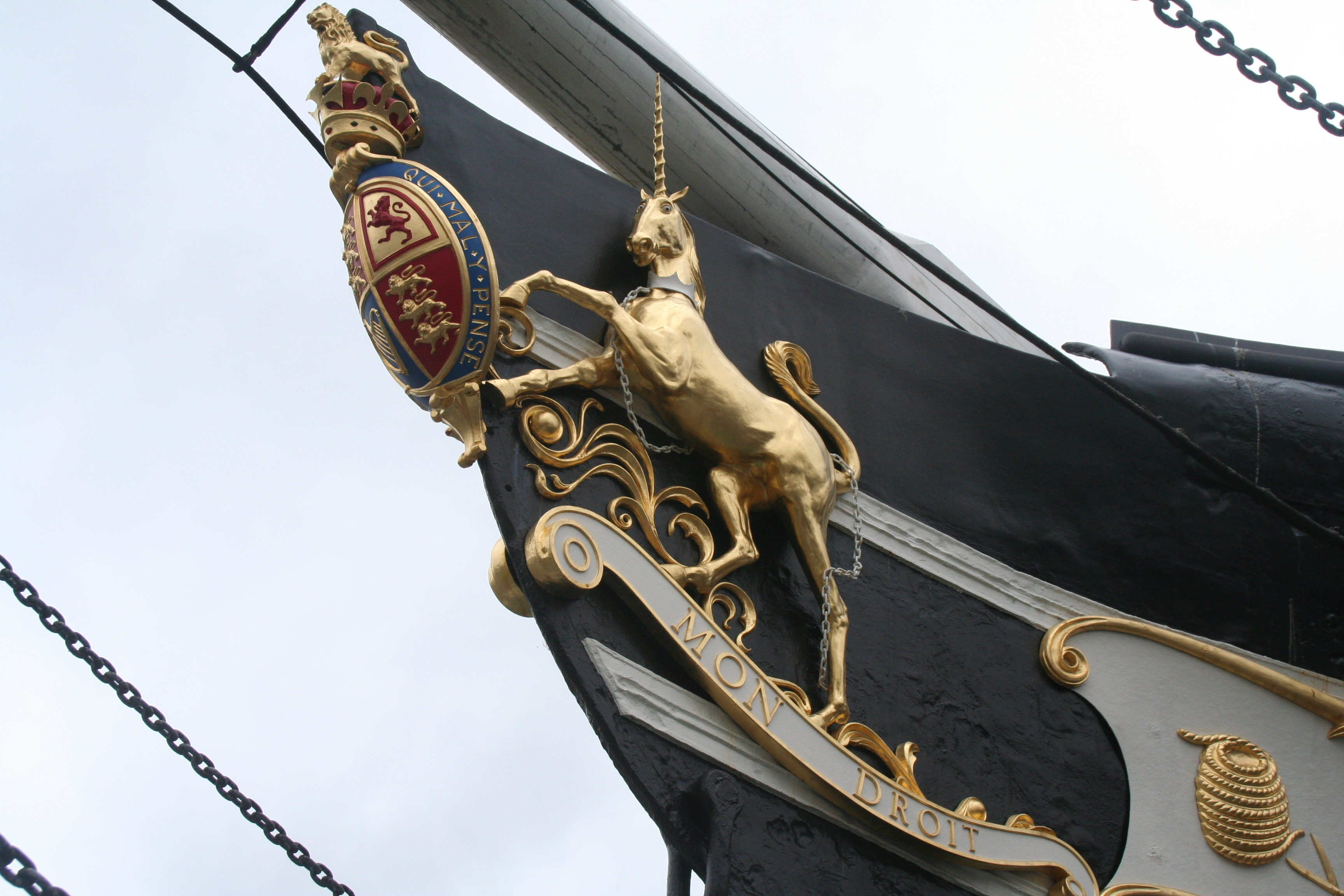
グレートブリテン号（英語版）の船首像
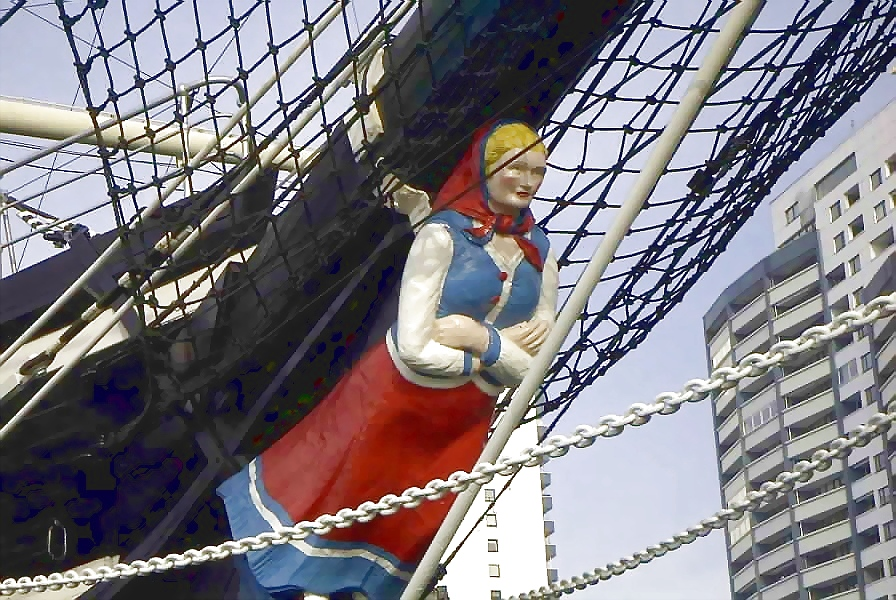
ドイツ船Seute Deernの船首像
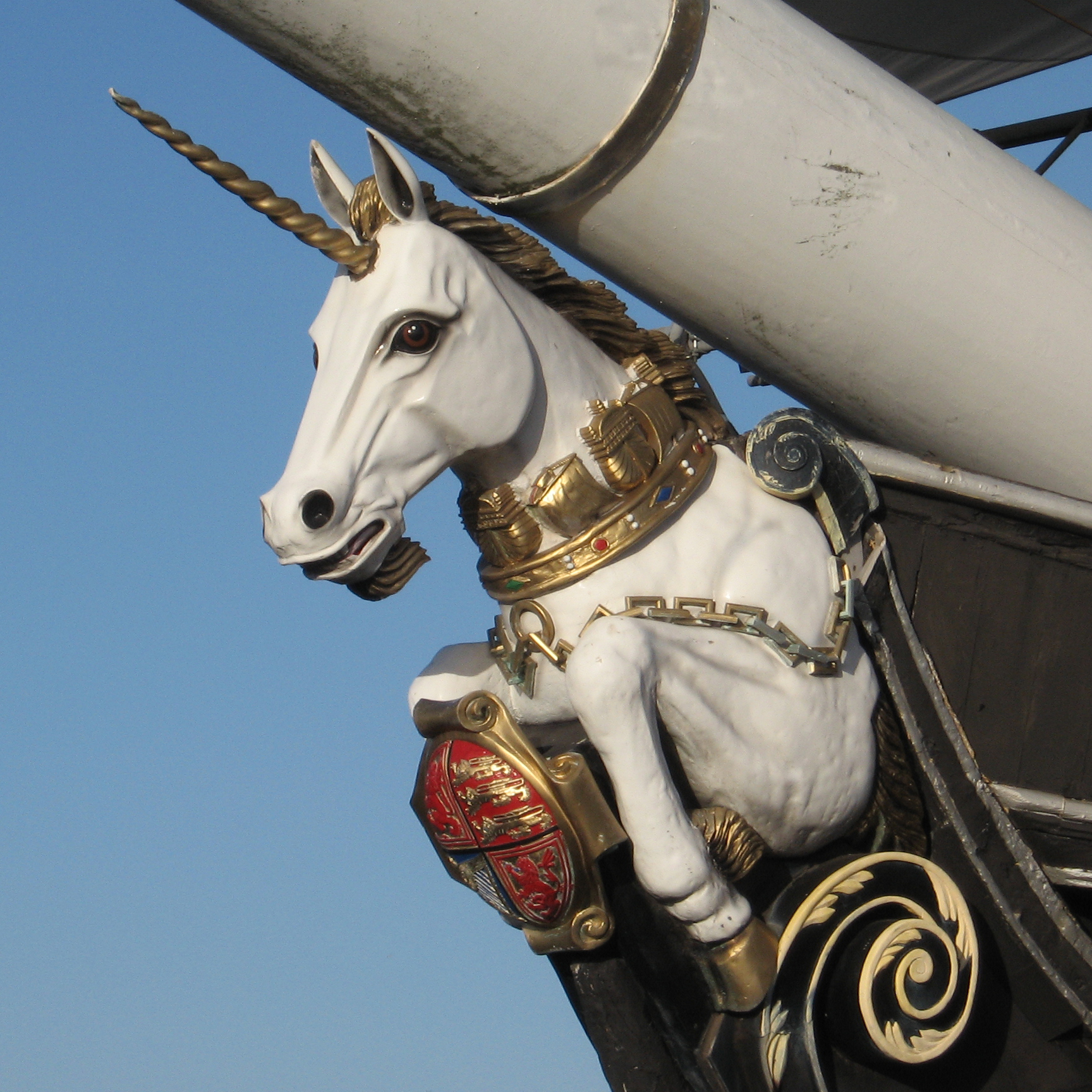
HMSユニコーンの船首像
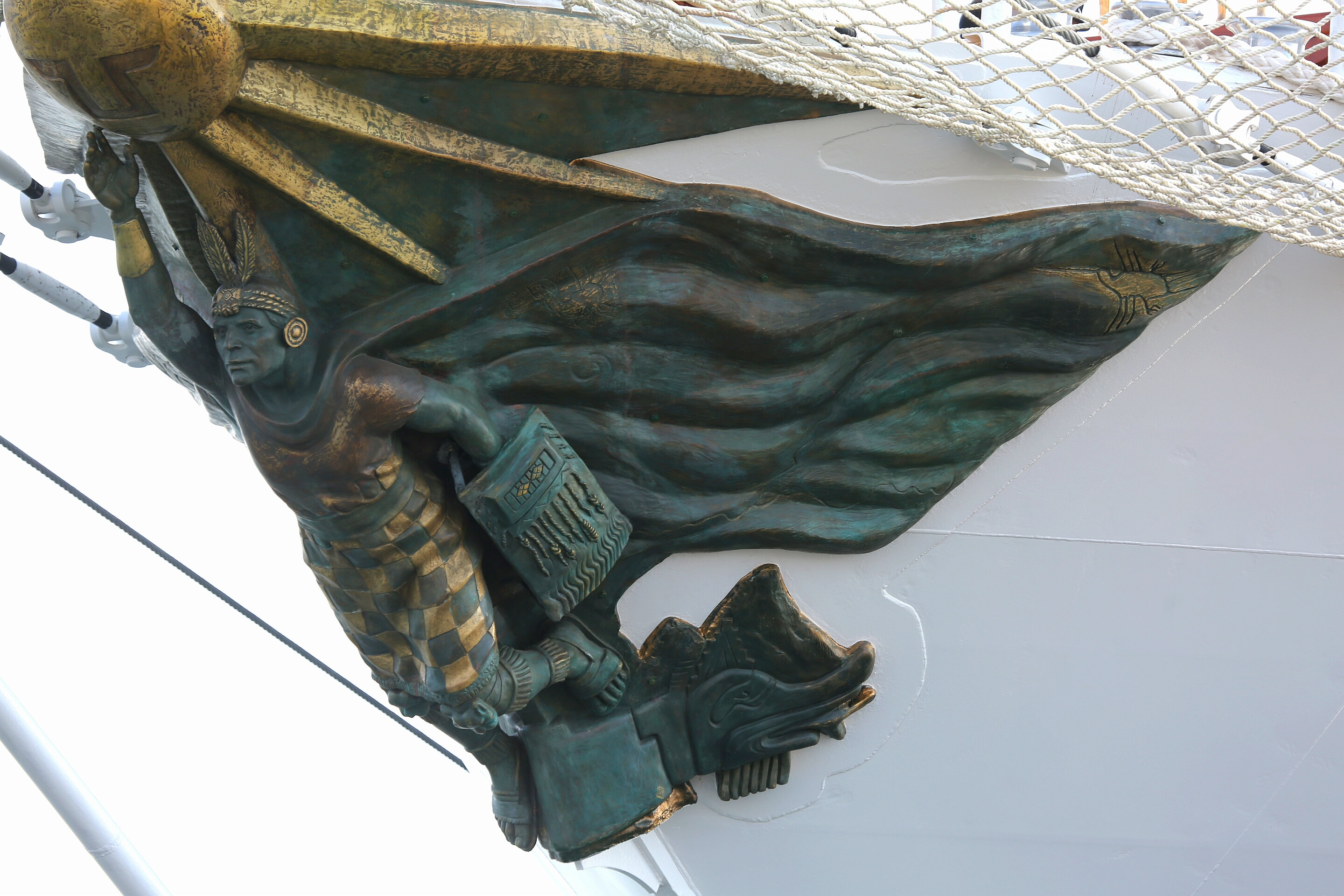
トゥパック・インカ・ユパンキがモチーフのBAPユニオンの船首像